# Alper Önal
Alper Önal (* 6. Juni 1996 in Manisa) ist ein türkischer Fußballspieler.

## Karriere
Önal kam in Manisa auf die Welt und begann mit dem Vereinsfußball 2007 in der Nachwuchsabteilung von Manisa Büyükşehir Belediyespor. Anschließend spielte er für die Nachwuchsmannschaften von Manisaspor. Hier startete er 2018 auch seine Profikarriere. 
Im Sommer 2018 wurde er vom Erstligisten MKE Ankaragücü verpflichtet und von diesem für die Saison 2018/19 an den Drittligisten Fethiyespor ausgeliehen.